# سوربه (دسر)

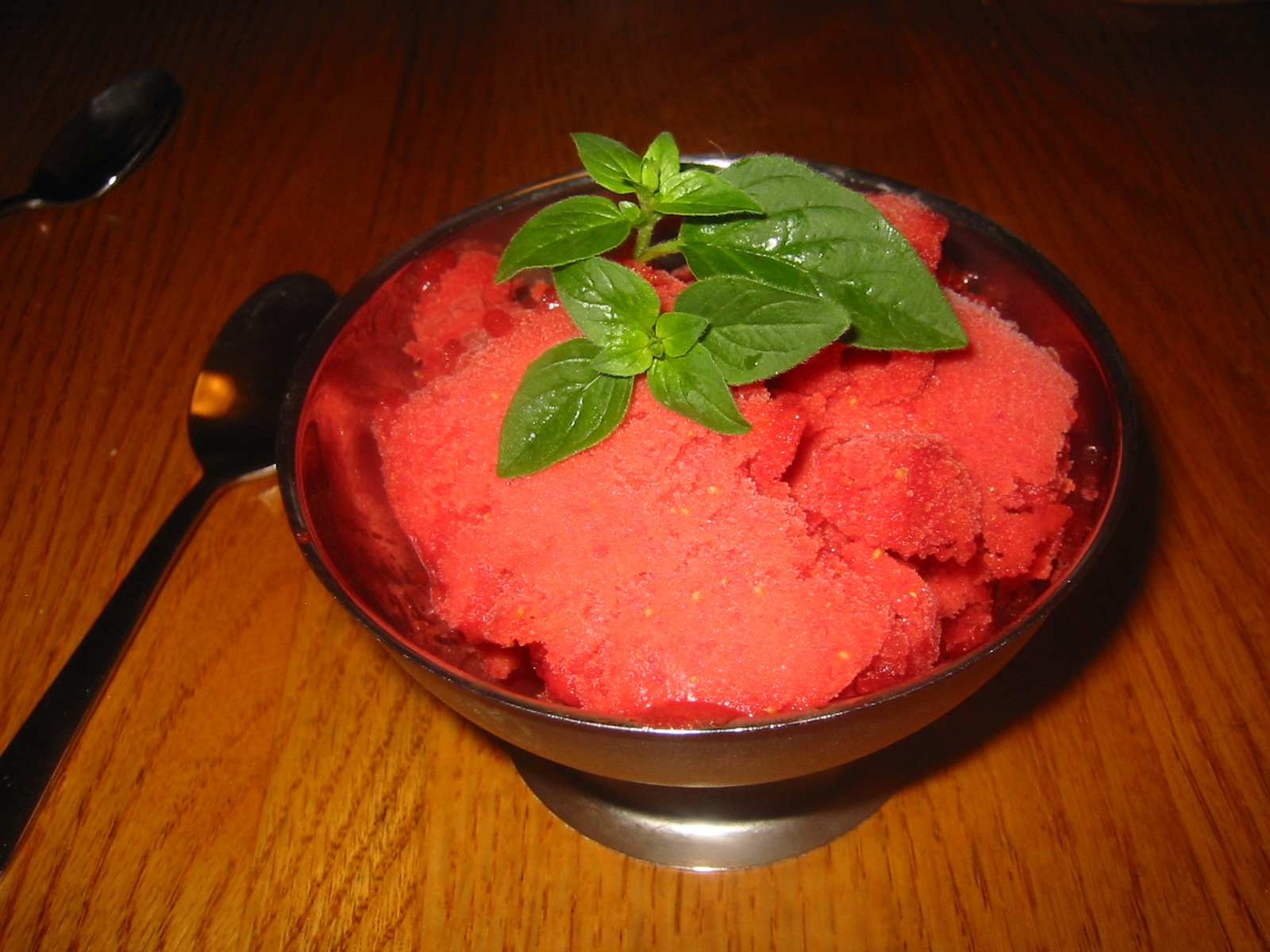
سوربه توت‌فرنگی

سوربه (انگلیسی: Sorbet; ‎/sɔːrˈbeɪ/‎) که گاهی در فارسی به‌طور تحت‌اللفظی (و احتمالاً با عنایت به تلفظِ ایتالیایی آن) «سوربت» نوشته و خوانده می‌شود، نوعی دسر میوه‌ای یخی است که از آب، شکر و عصاره یا پورهٔ میوه‌ها تهیه می‌شود. در تهیهٔ این دسر، گاهی نیز از شراب، لیکور و خیلی به ندرت عسل استفاده می‌شود.

## تاریخچه
ریشه دسرهای یخ‌زده ناشناخته است. برخی منابع شروع این دسر را در ایران می‌دانند. بر پایه برخی روایتها، امپراتور روم نرون از کوهستان آپنینی یخ جمع‌آوری می‌کرد تا اولین سوربه مخلوط با عسل و شراب را تولید کند. دسر یخ‌دربهشت در بسیاری از شهرهای ایران معمول است.
اولین اشاره به سربه در اروپا در زبان ایتالیایی و دربارهٔ چیزی است که ترک‌ها می‌نوشند. کلمه شربت به عنوان سوربتو وارد زبان ایتالیایی شد که بعدها در زبان فرانسوی سوربت شد. این واژه از زبان عربی وارد زبان انگلیسی شده‌است و ریشه آن واژهٔ «شربت» است. با این حال، ریشهٔ این واژه در زبان‌های هندواروپایی نظیر یونانی و فارسی هم موجود است.